# Inquisidor-geral

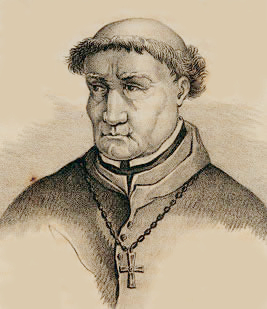
Tomás de Torquemada

O Inquisidor-Geral ou Grande-Inquisidor (em Latim Inquisitor Generalis) era a máxima autoridade oficial da Inquisição. O mais famoso foi provavelmente o espanhol Tomás de Torquemada, religioso dominicano.

## Lista de inquisidores-gerais de Espanha

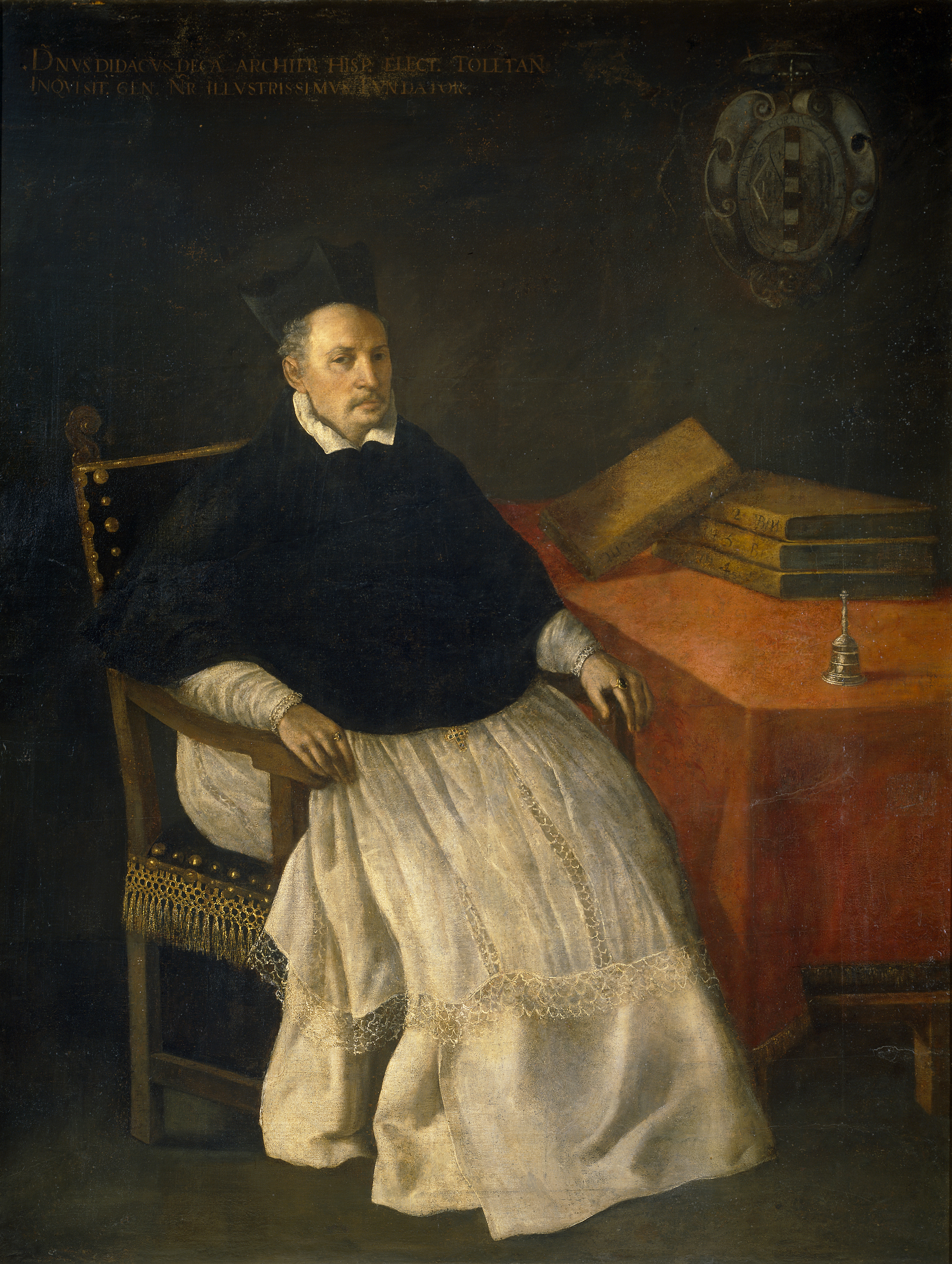
Diego de Deza

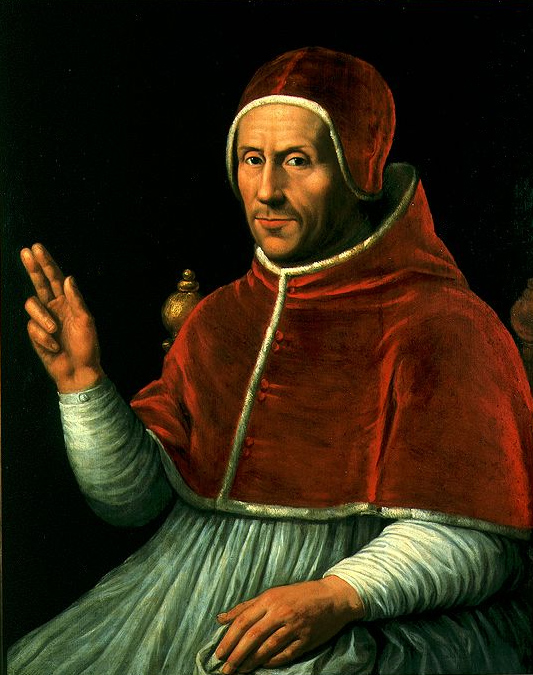
Adriano de Utrecht

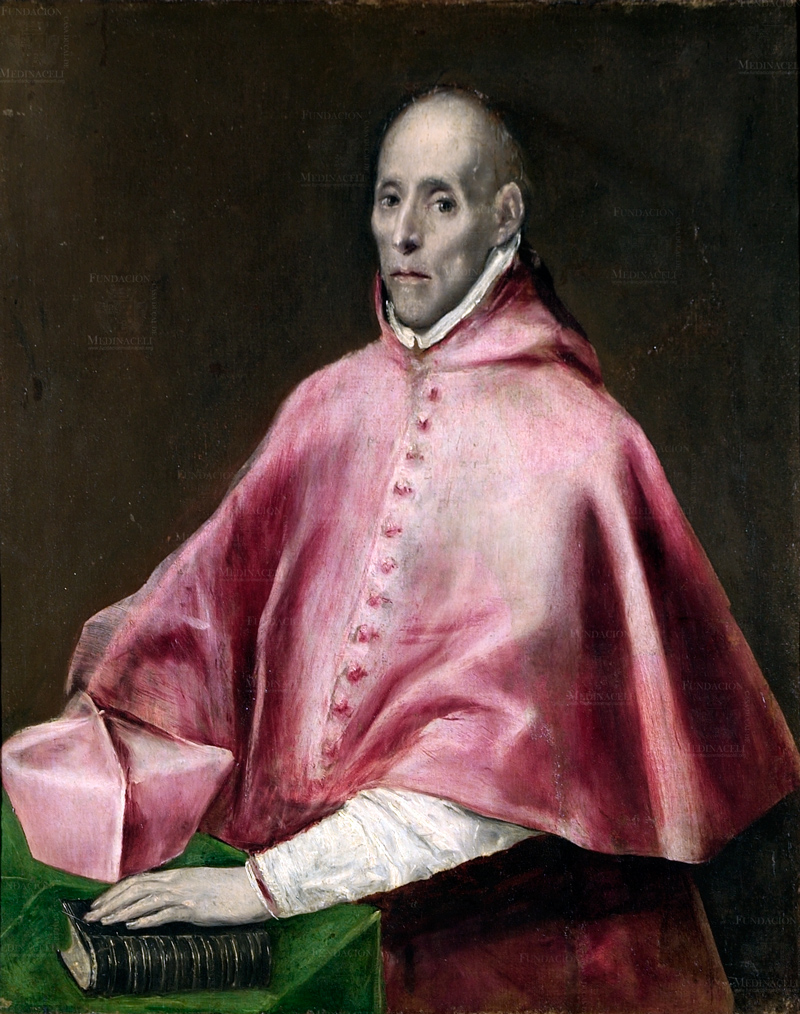
Juan Pardo de Tavera

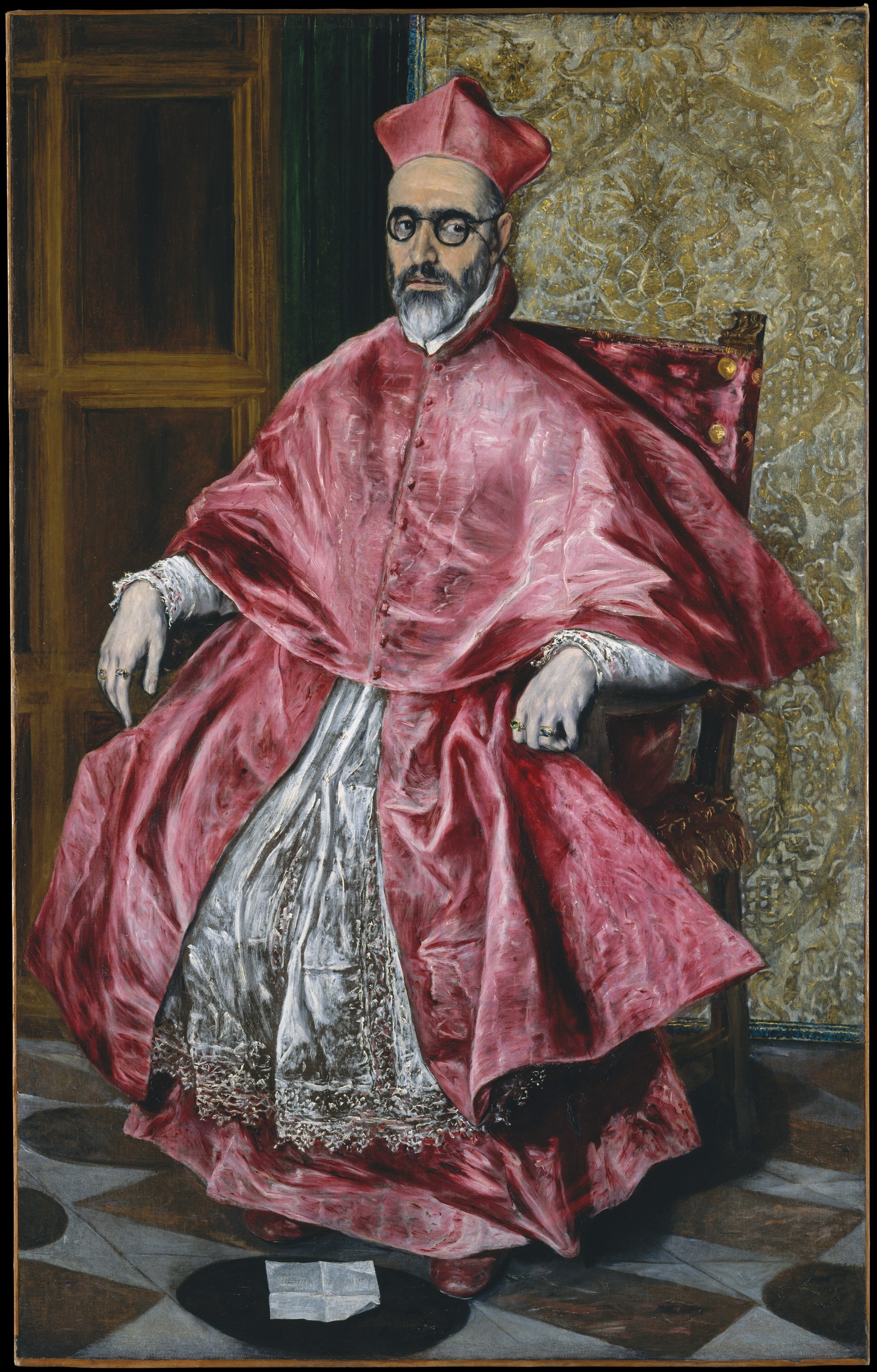
Fernando Niño de Guevara

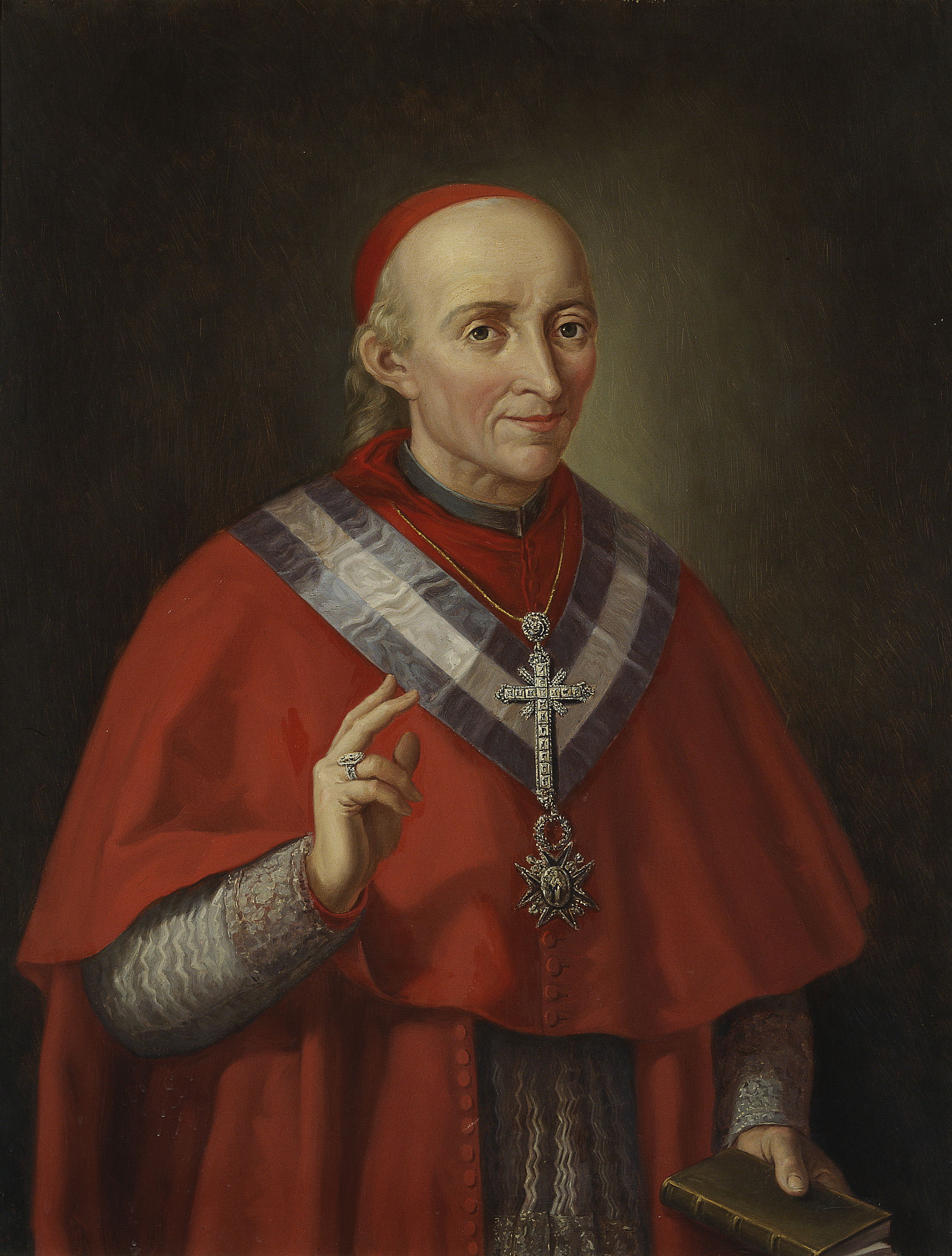
Francisco Antonio de Lorenzana

Os seguintes indivíduos desempenharam o cargo de inquisidores-gerais de Espanha entre 1483 e 1834: 
- Tomás de Torquemada (1483-1498), prior de Santa Cruz
- Diego de Deza (1498-1507), arcebispo de Sevilha. Renunciou.

Separação das Inquisições de Castela e de Aragão
Castela: 
- Francisco Jiménez de Cisneros (1507-1517), cardeal e arcebispo de Toledo primaz das Espanhas.

Aragão: 
- Juan Enguera (1507-1513), bispo de Vic.
- Luis Mercader (1512-1516), bispo de Tortosa.
- Adriano de Utrecht (1516-1517), cardeal e bispo de Tortosa.

Reunificação das Inquisições de Castela e de Aragão: 
- Adriano de Utrecht (1517-1522), cardeal e bispo de Tortosa.
- Alfonso Manrique de Lara (1523-1538), cardeal e arcebispo de Sevilha.
- Juan Pardo de Tavera (1539-1545), arcebispo de Toledo primaz das Espanhas.
- Juan García de Loaysa y Mendoza (1546), arcebispo de Sevilha.
- Fernando Valdés (1547-1566), arcebispo de Sevilha. Renunciou em 1566.
- Diego de Espinosa (1567-1572), bispo de Sigüenza.
- Gaspar de Quiroga y Vela (1573-1594), cardeal e arcebispo de Toledo primaz das Espanhas.
- Jerónimo Manrique de Lara (1595), bispo de Ávila.
- Pedro de Portocarrero (1596-1599), bispo de Calahorra e bispo de Córdova. Renunciou.
- Fernando Niño de Guevara (1599-1602), cardeal e arcebispo de Sevilha. Renunciou.
- Juan de Zúñiga (1602), bispo de Cartagena.
- Juan Bautista de Acevedo (1603-1608), arcebispo in partibus infidelium.
- Bernardo de Sandoval y Rojas (1608-1618), cardeal e arcebispo de Toledo primaz das Espanhas.
- Luis de Aliaga (1619-1621), confesor real de Filipe III de Espanha. Renunciou.
- Andrés Pacheco (1622-1626), bispo de Cuenca.
- Antonio Zapata y Cisneros (1627-1632), cardeal e arcebispo de Burgos. Renunciou.
- Antonio de Sotomayor (1632-1643), arcebispo de Damasco.
- Diego de Arce y Reinoso (1643-1665), bispo de Plasência.
- Pascual de Aragón (1665), arcebispo de Toledo primaz das Espanhas. Renunciou.
- Juan Everardo Nithard, S.J. (1666-1669), confessor do rei Filipe IV de Espanha, cardeal e arcebispo de Edessa. Renunciou.
- Diego Sarmiento de Valladares (1669-1695), bispo de Plasência.
- Juan Tomás de Rocabert (1695-1699), arcebispo de Valência.
- Baltasar de Mendoza y Sandoval (1699-1705), bispo de Segóvia. Renunciou.
- Vidal Marín (1705-1709), bispo de Ceuta primaz de África.
- Antonio Ibañes de la Riva Herrera (1709-1710), arcebispo de Saragoça.
- Francisco Giudice (1711-1716), cardeal. Renunciou.
- José de Molines (1717), auditor da Rota Romana.
- Felipe de Arcemendi (1718), proposto por Filipe V de Espanha, não chegou a tomar posse do cargo.
- Diego de Astorga y Céspedes (1720), bispo de Barcelona. Renunciou.
- Juan de Camargo (1720-1733), bispo de Pamplona.
- Andrés de Orbe y Larreátegui (1733-1740), arcebispo de Valência.
- Manuel Isidro Manrique de Lara (1742-1746), arcebispo de Santiago de Compostela.
- Francisco Pérez de Prado y Cuesta (1746-1755), bispo de Teruel.
- Manuel Quintano Bonifaz (1755-1774), arcebispo de Farsala. Renunciou.
- Felipe Beltrán (1775-1783), bispo de Salamanca.
- Agustín Rubín de Ceballos (1784-1793), bispo de Jaén.
- Manuel Abad y Lasierra (1793-1794), bispo de Astorga e arcebispo de Selimbria.
- Francisco Antonio de Lorenzana (1794-1797), cardeal e arcebispo de Toledo primaz das Espanhas. Renunciou.
- Ramón José de Arce (1798-1808), arcebispo de Burgos e arcebispo de Saragoça. Renunciou.
- Francisco J. Mier y Campillo (1814-1818), bispo de Almeria.
- Cristóbal Bencomo y Rodríguez (1818), arcebispo titular de Heraclea, confessor do rei Fernando VII de Espanha (o cargo foi rejeitado pelo próprio Cristóbal Bencomo y Rodríguez).[1]
- Jerónimo Castellón y Salas (1818-1820), bispo de Tarazona.

## Lista de inquisidores-gerais de Portugal
- D. Diogo da Silva (1536-1539), desembargador da Casa da Suplicação, confessor de D. João III de Portugal, bispo de Ceuta primaz de África e arcebispo de Braga primaz das Espanhas.
- Cardeal D. Henrique (1539-1579), cardeal e arcebispo de Braga primaz das Espanhas, duas vezes arcebispo de Évora e arcebispo de Lisboa. Veio a ser rei de Portugal.
- D. Manuel de Meneses (1578, enquanto coadjutor de D. Henrique), bispo de Lamego e bispo de Coimbra conde de Arganil. Não chegou a suceder ao Cardeal D. Henrique, porque faleceu em África, na Batalha de Alcácer-Quibir em 4 de Agosto de 1578, onde acompanhara o rei D. Sebastião I de Portugal na qualidade de Enfermeiro-Mor.
- D. Jorge de Almeida (1580-1585), arcebispo de Lisboa.
- Cardeal Alberto de Habsburgo (1586-1593), cardeal e arcebispo de Toledo primaz das Espanhas. Arquiduque de Áustria, Vice-Rei de Portugal e Governador dos Países Baixos Espanhóis.
- D. António de Matos de Noronha (1596-1602), bispo de Elvas.
- D. Jorge de Ataíde (1602), capelão-mor de D. Filipe I de Portugal e por duas vezes vice-rei de Portugal. Indicado para o cargo e nomeado pelo Papa Clemente VIII, mas recusou a posse.
- D. Alexandre de Bragança, (1602-1604) arcebispo de Évora.
- D. Pedro de Castilho (1605-1615), capelão-mor de D. Filipe II de Portugal.
- D. Fernão Martins de Mascarenhas (1615-1628), bispo do Algarve em Faro.
- D. Francisco de Castro, (1630-1653) bispo da Guarda. Reitor da Universidade de Coimbra.
- D. Sebastião César de Meneses (1663-1668). Indicado pelo rei D. Afonso VI de Portugal como inquisidor-geral, mas não nomeado pelo Papa Alexandre VII devido à falta de reconhecimento do Estado português pela Santa Sé.
- D. Pedro de Lencastre (1671-1673), arcebispo de Braga primaz das Espanhas e Duque de Aveiro e Marquês de Torres Novas.
- D. Veríssimo de Lencastre (1676-1692), arcebispo de Braga primaz das Espanhas.
- D. Frei José de Lencastre (1693-1705), bispo de Miranda e bispo de Leiria. Membro do Conselho de Estado.
- D. Nuno da Cunha e Ataíde (1707-1750), capelão-mor dos reis D. Pedro II de Portugal e D. João V de Portugal.
- D. José de Bragança (1758-1760), filho bastardo de D. João V de Portugal.
- D. João Cosme da Cunha (1770-1783), governador das Justiças e membro do Conselho de Estado.
- Frei Inácio de São Caetano (1787-1788), arcebispo, ministro de Estado e do Despacho, confessor de D. Maria I de Portugal e D. Pedro III de Portugal.
- D. José Maria de Melo (1790-1818), bispo do Algarve em Faro, e confessor da rainha D. Maria I de Portugal.
- D. José Joaquim da Cunha Azeredo Coutinho (1818-1821), bispo de Elvas.[2]

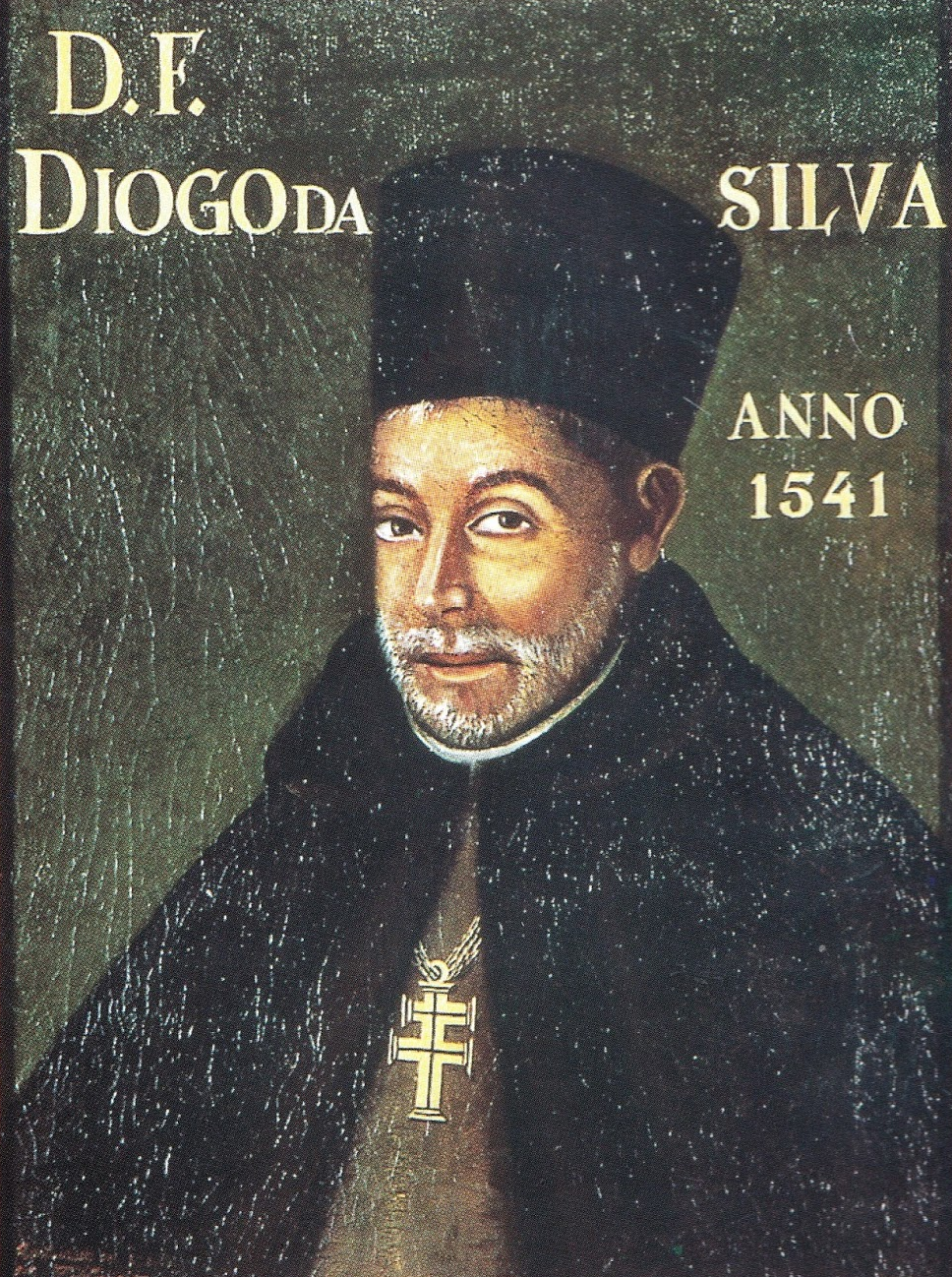
D. Diogo da Silva
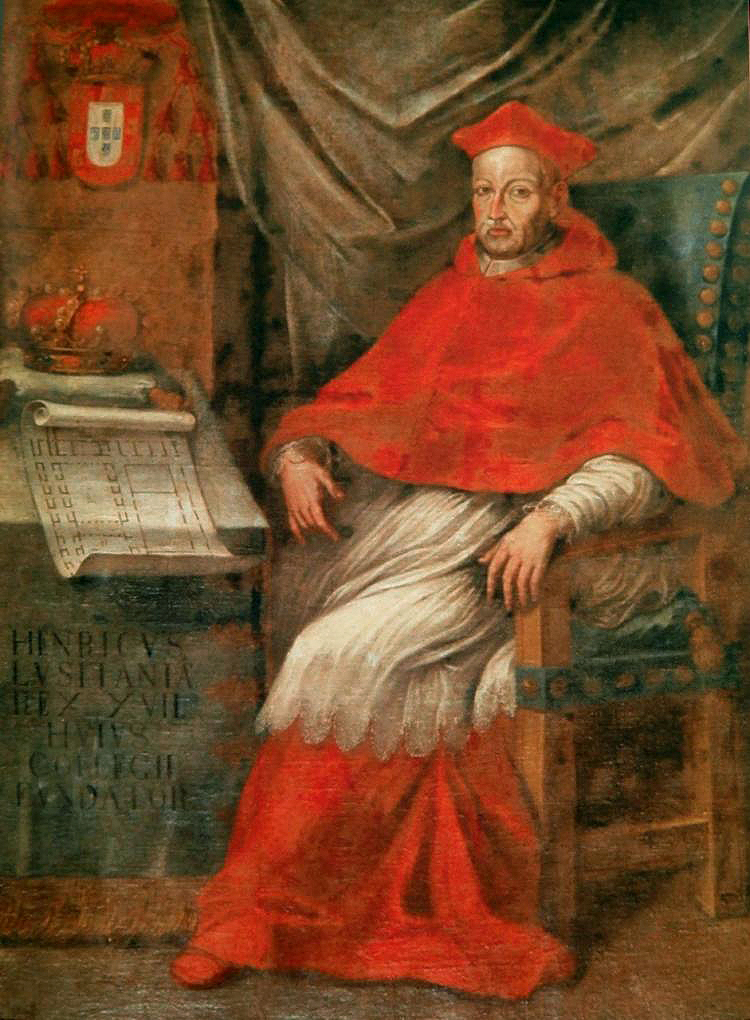
Cardeal D. Henrique
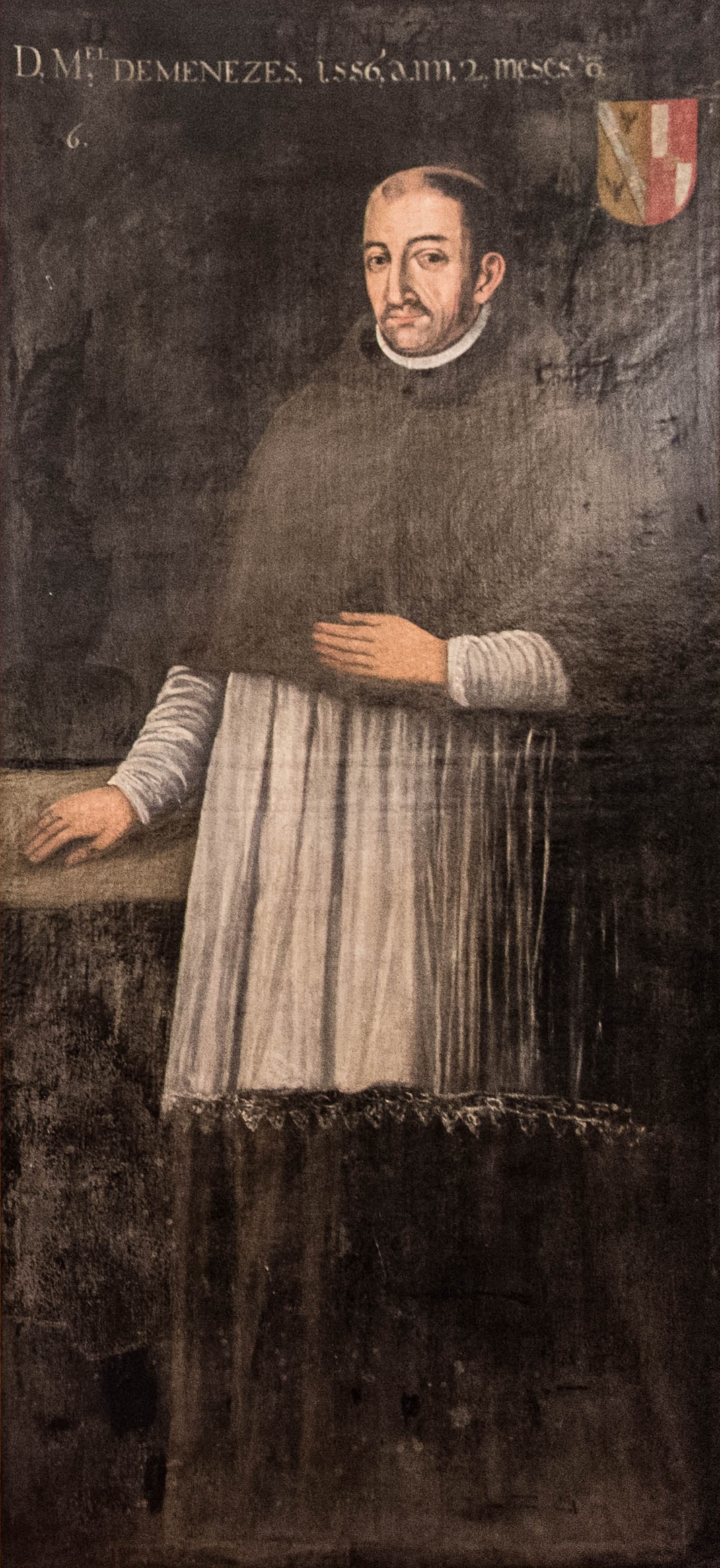
D. Manuel de Meneses
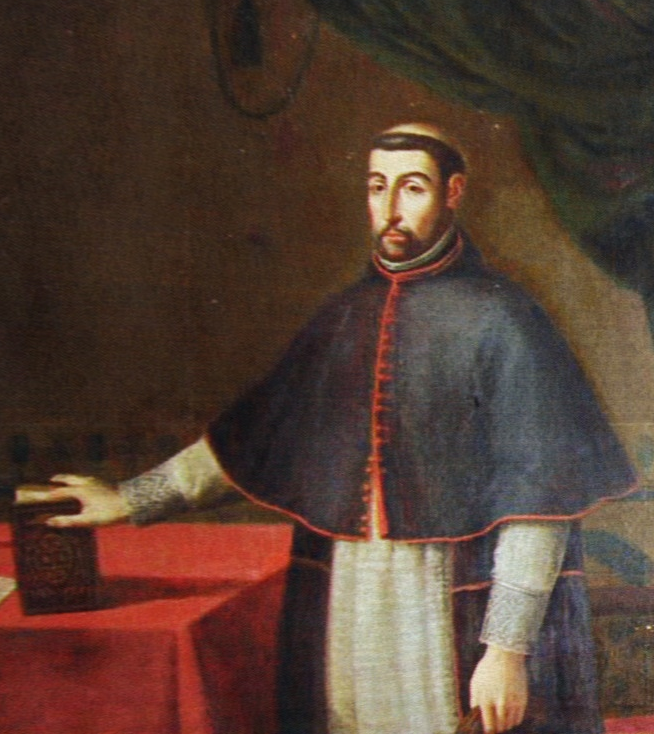
D. Jorge de Almeida
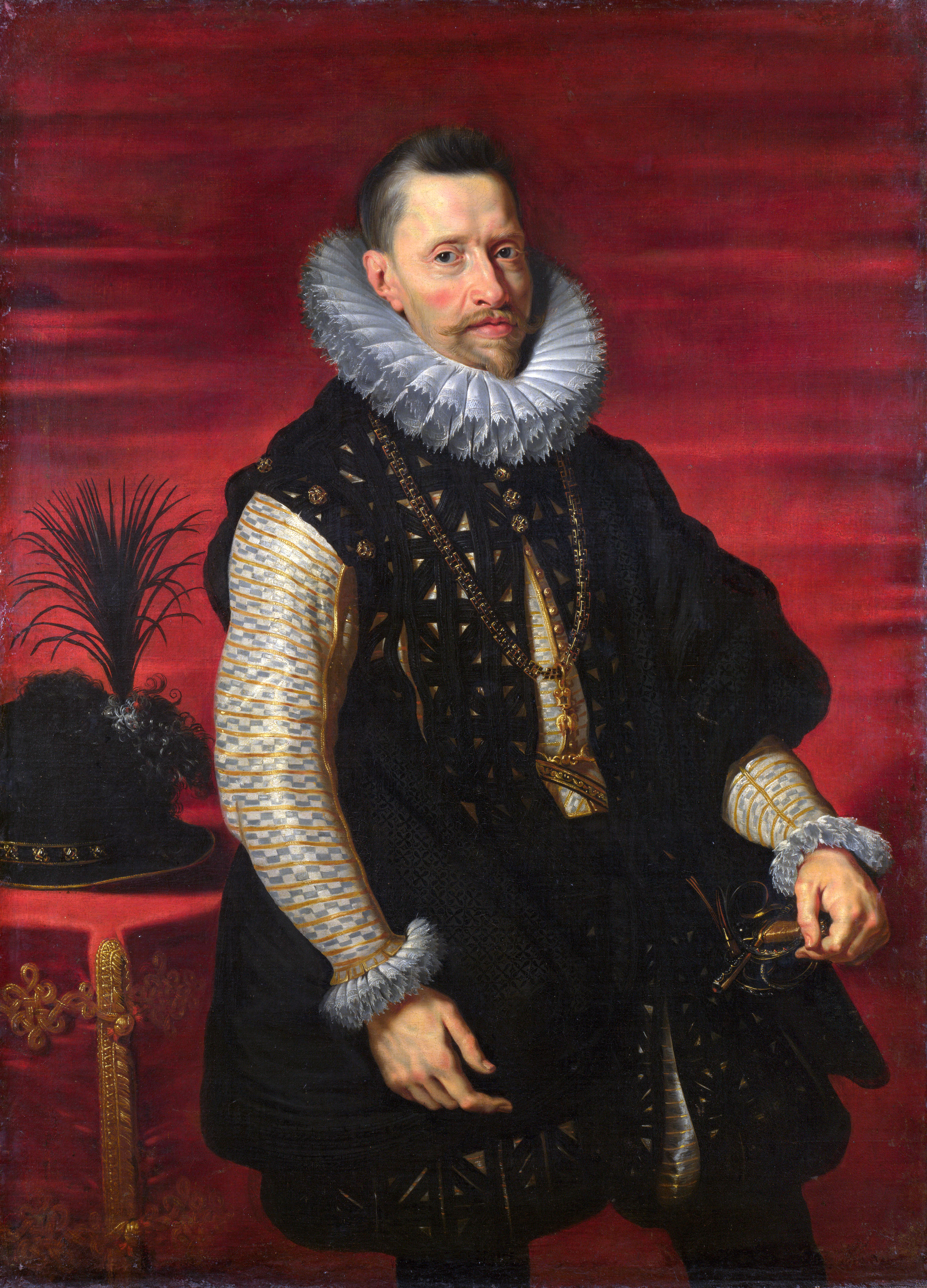
Cardeal D. Alberto de Habsburgo
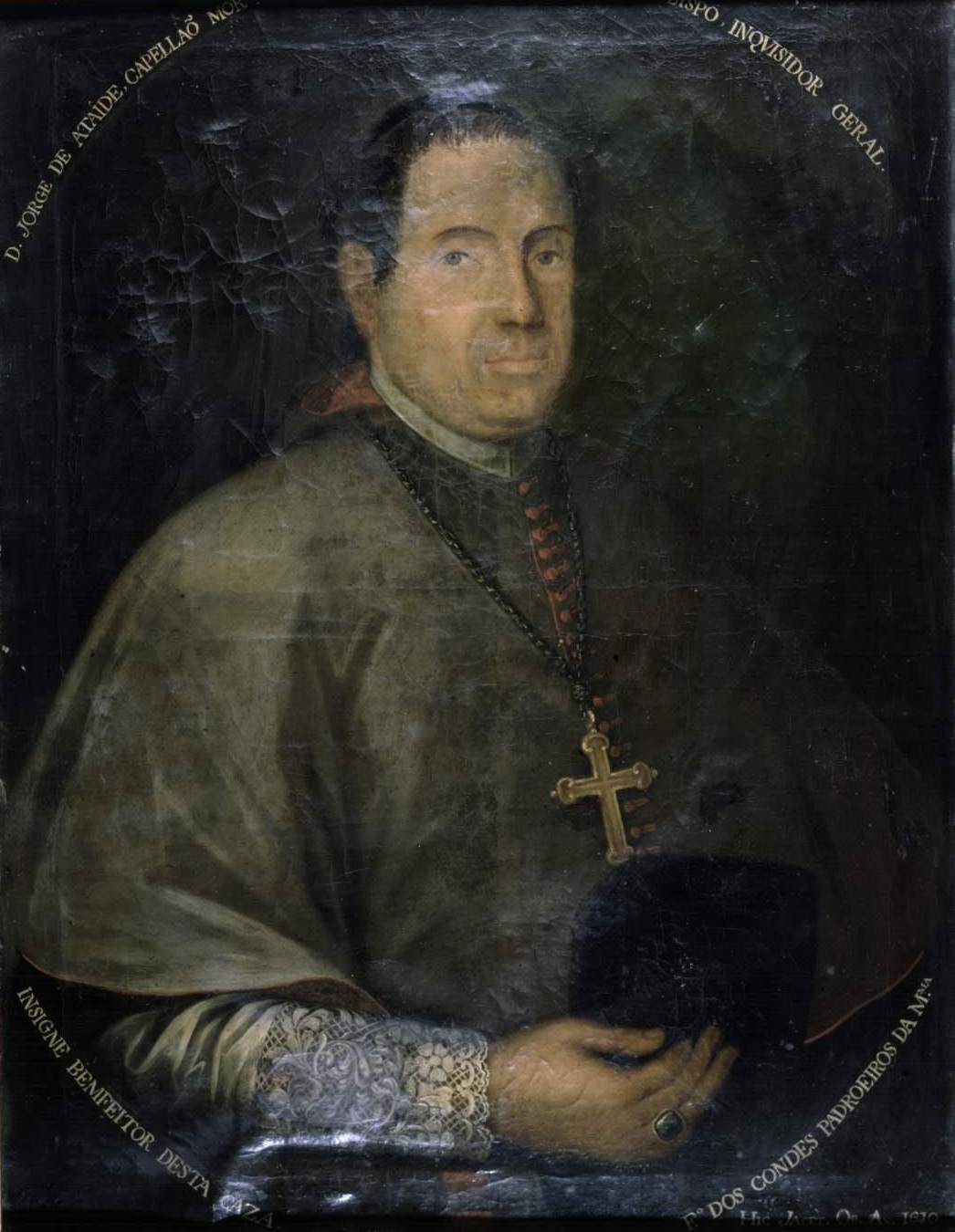
D. Jorge de Ataíde
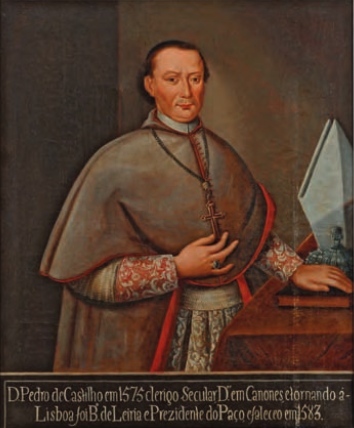
D. Pedro de Castilho
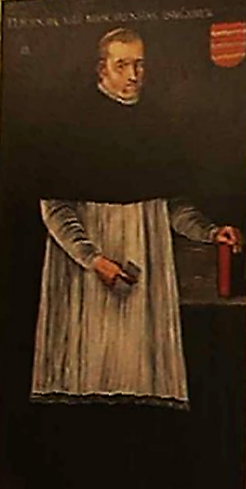
D. Fernão Martins de Mascarenhas
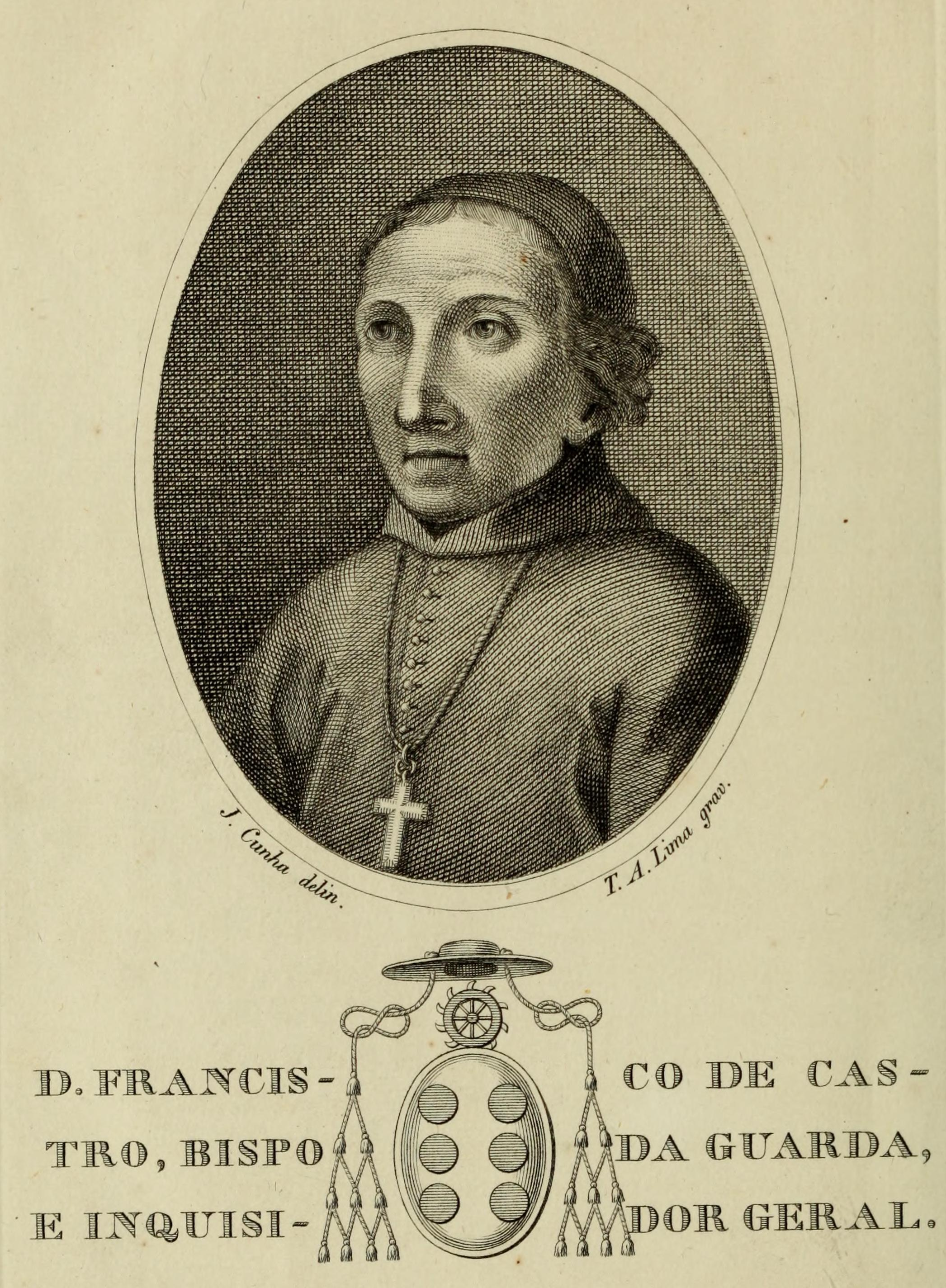
D. Francisco de Castro
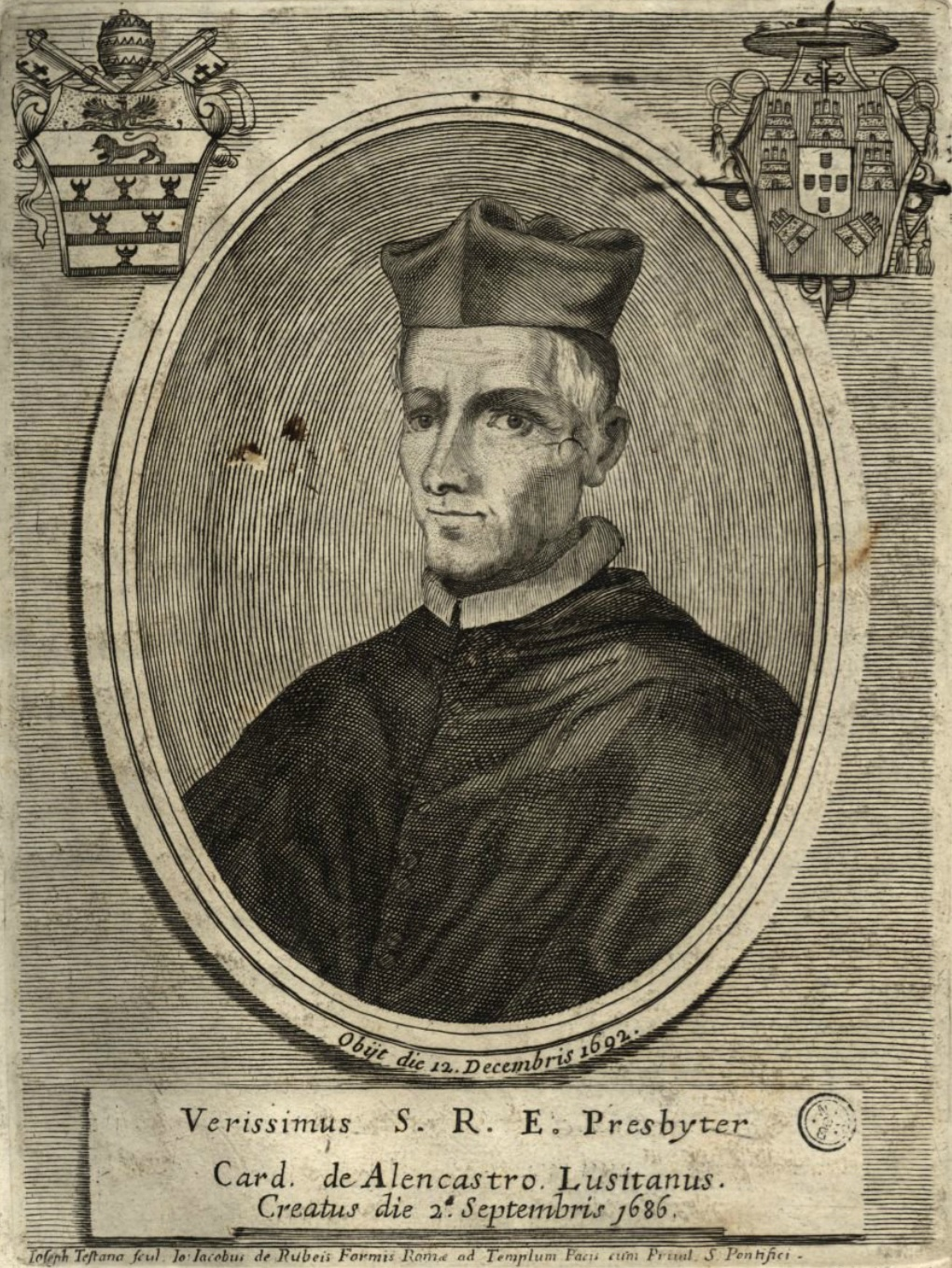
D. Veríssimo de Lencastre
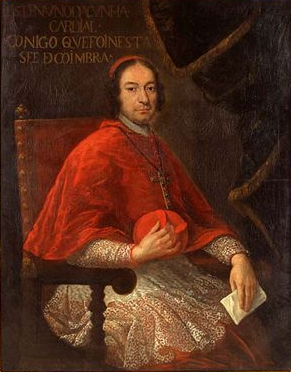
D. Nuno da Cunha e Ataíde
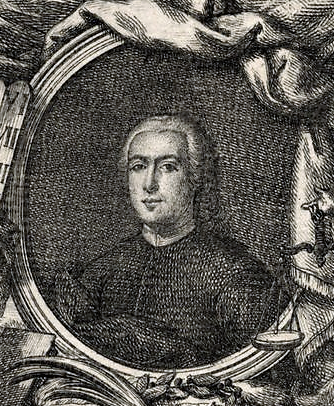
D. José de Bragança
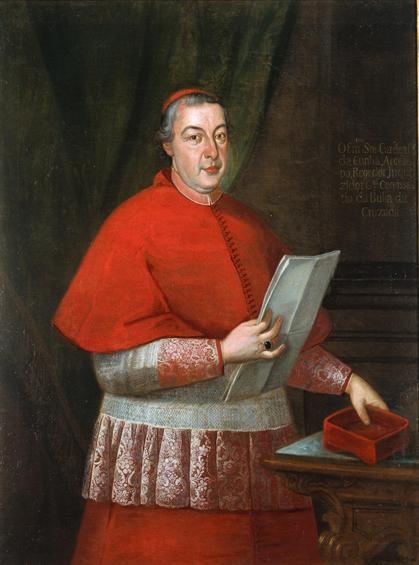
D. João Cosme da Cunha
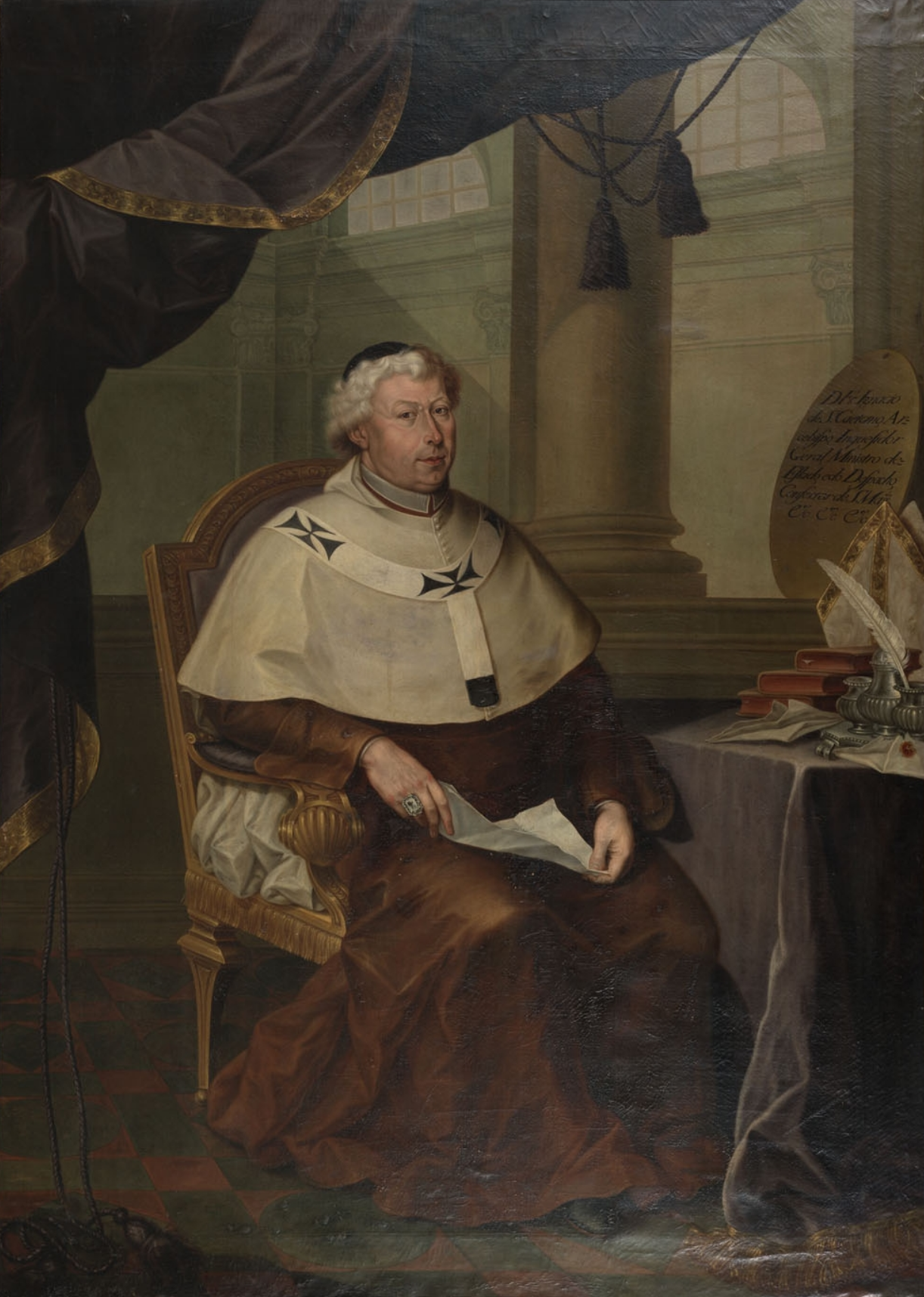
Frei Inácio de São Caetano
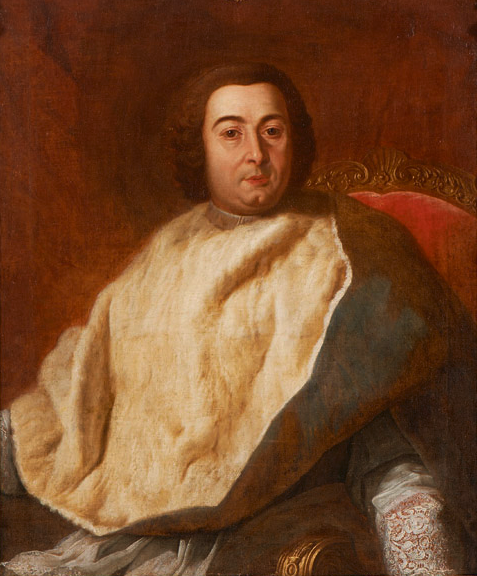
D. José Maria de Melo
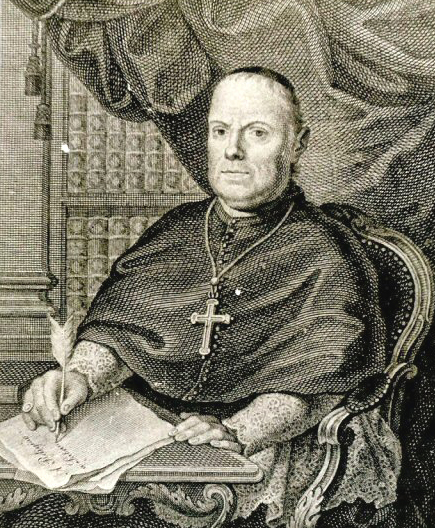
D. José Joaquim da Cunha Azeredo Coutinho

## Condições do cargo
No tempo do Inquisidor-Geral D. Frei José de Lencastre (1693-1705), chegam-nos relatos de que este resideria no próprio Palácio da Inquisição, em magníficos aposentos.